# イーストボーイ
株式会社イーストボーイ（EASTBOY）は、東京都渋谷区に本社を置く衣料品の企画・製造・販売等を行う企業である。社名を冠したファッションブランドを展開している。

## 概要
トラディショナル・スタイルのカジュアルブランド。マークのモチーフは、自由の女神像である。
主にティーンエイジャーを対象としている基幹ブランドの「イーストボーイ」（イーストボーイ・スクールおよびイーストボーイ・ファッション）、母子のコーディネートを主体とするブランドの「イーストボーイコメット」、大きめのサイズを取り扱う「グリーンノート」の3ブランドで展開している。なお、「イーストボーイファミリー」では、男子向け商品も取り扱われていたが、2007年末時点では休止している。
自由の女神像のワンポイントが入ったニットカーディガンやスクールバッグ等は、女子中高生の制服ブランドとして人気がある。校則の範囲内でそれぞれの指定制服にコーディネートできる「スクールライン」という新しいジャンルの開拓に一時期多くのメーカーが追随した。

## 沿革
- 1981年9月1日 - 株式会社イーストポイント設立
- 1983年3月 - イーストボーイ発足
- 198?年 - ファイブフォックス傘下へ
- 1995年 - ファイブフォックスグループ脱退
- 2000年 - ファイブフォックスグループ復帰・創業社長退任
- 2001年4月1日 - 株式会社イーストボーイに社名変更
- 2010年4月 - 公式オンラインショップ開始
- 2011年2月 - 「イーストボーイ・ファミリー」を「イーストボーイ・コメット」にブランド名変更
- 2014年11月 - 現在地（千駄ヶ谷）にアトリエ移転

## 店舗
全国各地の百貨店やショッピングセンターに店舗を展開する。ショップリストは公式サイトを参照せよ。

## 関連企業
- ファイブフォックス